# Leichtathletik-Weltmeisterschaften 2023/Teilnehmer (Liberia)
| Goldmedaillen | Silbermedaillen | Bronzemedaillen |
| ------------- | --------------- | --------------- |
| -             | -               | -               |

Der Leichtathletikverband von Liberia nahm an den Leichtathletik-Weltmeisterschaften 2023 in Budapest teil. Eine Athletin und zwei Athleten wurden vom liberianischen Verband nominiert.

## Ergebnisse

### Männer

#### Laufdisziplinen
| Athlet            | Disziplin | Vorlauf | Vorlauf | Halbfinale | Halbfinale | Finale  | Finale |
| Athlet            | Disziplin | Zeit    | Platz   | Zeit       | Platz      | Zeit    | Platz  |
| ----------------- | --------- | ------- | ------- | ---------- | ---------- | ------- | ------ |
| Emmanuel Matadi   | 100 m     | 10,13 s | 3       | 10,04 s    | 4          | DNQ     | DNQ    |
| Joseph Fahnbulleh | 200 m     | 20,42 s | 2       | 20,21 s    | 4          | 20,57 s | 9      |

### Frauen

#### Laufdisziplinen
| Athletin       | Disziplin    | Vorlauf | Vorlauf | Halbfinale | Halbfinale | Finale | Finale |
| Athletin       | Disziplin    | Zeit    | Platz   | Zeit       | Platz      | Zeit   | Platz  |
| -------------- | ------------ | ------- | ------- | ---------- | ---------- | ------ | ------ |
| Ebony Morrison | 100 m Hürden | 12,93 s | 6       | DNQ        | DNQ        | –      | –      |